# Paraprocerastea crocantinae
Paraprocerastea crocantinae är en ringmaskart som beskrevs av San Martín och Alós 1989. Paraprocerastea crocantinae ingår i släktet Paraprocerastea och familjen Syllidae. Inga underarter finns listade i Catalogue of Life.